# NGC 696
NGC 696 este o galaxie lenticulară situată în constelația Cuptorul. A fost descoperită în 29 noiembrie 1837 de către John Herschel.